# كيث بانستر
كيث بانستر (بالإنجليزية: Keith Bannister)‏ هو لاعب كرة قدم بريطاني، ولد في 13 نوفمبر 1930 في شفيلد في المملكة المتحدة، وتوفي في أغسطس 2016 في غلوسترشير في المملكة المتحدة. لعب مع برمنغهام سيتي وشيفيلد يونايتد ونادي بيتربورو يونايتد ونادي تشيسترفيلد ونادي ريكسهام ونادي كينغز لين ونورويتش سيتي.